# Cotinga nattererii
Cotinga-azul-do-chocó (Cotinga nattererii) é uma espécie de ave da família Cotingidae.
Pode ser encontrada nos seguintes países: Colômbia, noroeste do Equador, zona central e este do Panamá e oeste da Venezuela.
Os seus habitats naturais são: florestas tropicais húmidas de baixa altitude e florestas secundárias altamente degradadas.